# Seven Whole Days
Seven Whole Days är den tredje singeln från R&B-sångerskan Toni Braxtons debutalbum med samma namn (1993). Sången beskriver en romans som snabbt ebbar ut tack vare: 

Seven whole days

And not a word from you

Seven whole nights

And I'm just about through

I can't take it, won't take it

Can't take it no more

I had about enough of you

I'd rather be on my own

Yes, on my own

Då balladen aldrig släpptes kommersiellt i USA förekom den heller aldrig på USA:s singellista Billboard Hot 100 men klarade sig nätt och jämnt till en 48:e plats på förgreningslistan; Hot 100 Airplay i mars 1994. Låten klättrade i januari till en första plats på en annan förgreningslista: Hot R&B/Hip-Hop Airplay.

## Musikvideo
Videon till singeln spelades in medan Braxton var på turné och fyra av Braxtons systrar medverkar som "back-up singers". 

## Format och innehållsförteckningar
Internationell CD singel
1. "Seven Whole Days" (Radio Edit) – 4:42
2. "Seven Whole Days" (Live Radio Edit) – 4:42
3. "Seven Whole Days" (Album Version) – 6:22
4. "Seven Whole Days" (Live Version) – 6:15
5. "Seven Whole Days" (Ghetto Vibe) – 6:35
6. "Seven Whole Days" (Quiet Mix) – 6:12
7. "The Christmas Song (Chestnuts Roasting on an Open Fire)" – 3:25

## Listor
| Lista (1994)                           | Topp position |
| -------------------------------------- | ------------- |
| U.S. Billboard Hot 100 Airplay         | 48            |
| U.S. Billboard Hot R&B/Hip-Hop Airplay | 1             |